# Kanyami
Kanyami är ett periodiskt vattendrag i Burundi.   Det ligger i provinsen Ruyigi, i den centrala delen av landet, 100 kilometer öster om huvudstaden Bujumbura.
Omgivningarna runt Kanyami är en mosaik av jordbruksmark och naturlig växtlighet. Runt Kanyami är det ganska tätbefolkat, med 207 invånare per kvadratkilometer.